# Пшехувко
Пшехувко (пол. Przechówko) — село в Польщі, у гміні Швеці Свецького повіту Куявсько-Поморського воєводства.
У 1975-1998 роках село належало до Бидгощського воєводства.